# Geismar
Geismar település Németországban, azon belül Türingiában. Lakosainak száma 1076 fő (2023. december 31.). Geismar Wanfried és Schimberg községekkel határos.

## Népesség
A település népességének változása:
| Lakosok száma | 1127 | 1100 | 1067 | 1057 | 1076 |
|               | 2017 | 2019 | 2021 | 2022 | 2023 |